# Różnice przejściowe ujemne
Różnice przejściowe ujemne – to różnice, które powodują powstanie kwot podlegających odliczeniu podatkowemu w toku ustalania dochodu do opodatkowania (straty podatkowej) w przyszłych okresach, gdy wartość bilansowa składnika aktywów lub pasywów zostanie zrealizowana lub rozliczona; są to zatem różnice potrącalne; nie są one kosztem uzyskania przychodu w bieżącym okresie w rozumieniu ustawy o CIT.
W związku z występowaniem ujemnych różnic przejściowych tworzy się aktywa z tytułu odroczonego podatku dochodowego w wysokości kwoty przewidzianej w przyszłości do odliczenia od CIT. Ponadto tworzy się również aktywa z tytułu odroczonego podatku dochodowego wynikające ze straty podatkowej możliwej do odliczenia, ustalonej z uwzględnieniem zasady ostrożności.